# Río Limbang

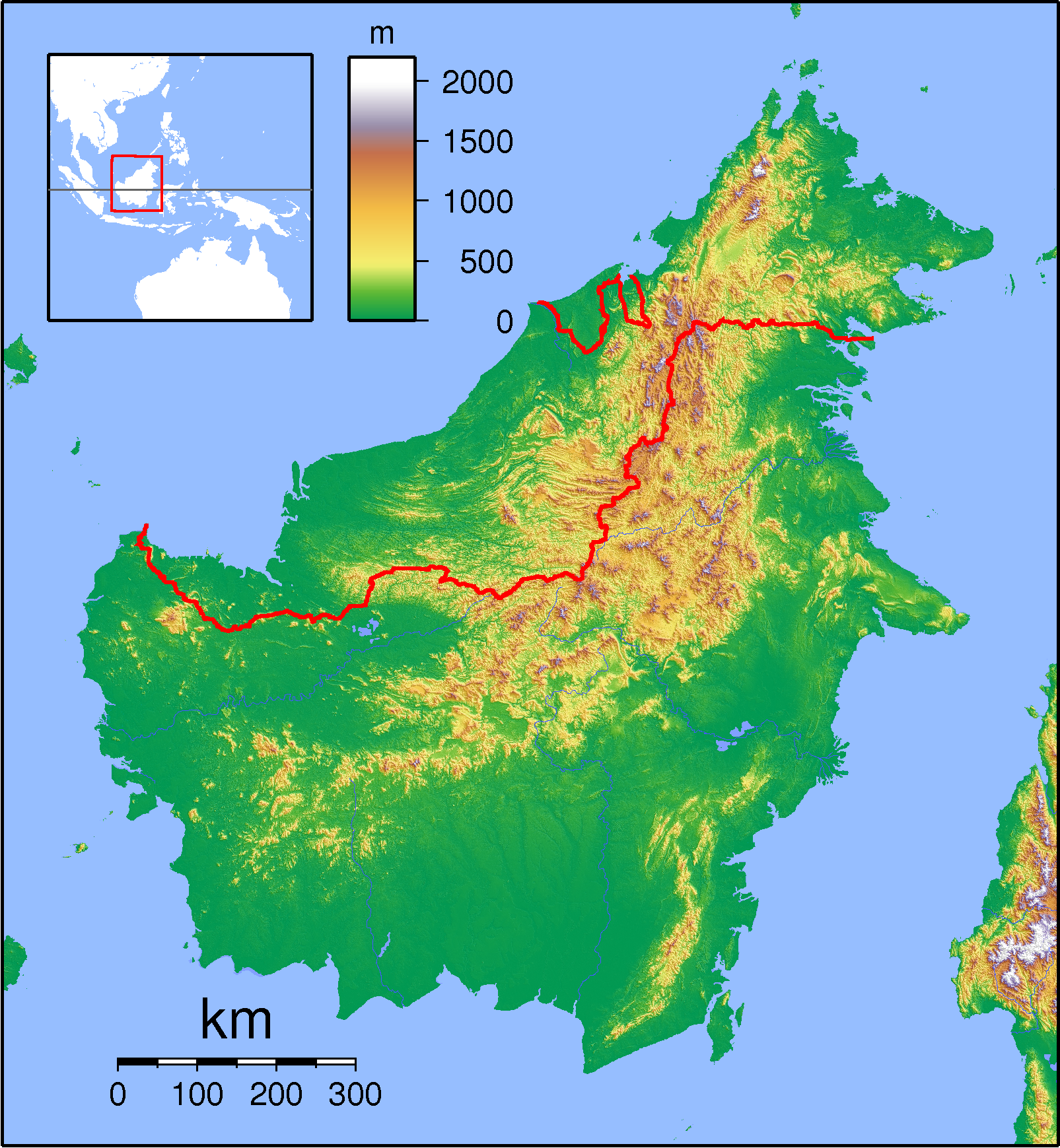
Mapa topográfico de Borneo donde se puede observar la cuenca del río Limbang.

El río Limbang es un río que discurre por el país de Brunéi en la que su cuenca lo divide en dos territorios inconexos, separándolos y rodeándolos por el territorio con el nombre de Sarawak.

## Historia
El río Limbang actualmente se encuentra amenazado debido a que durante un periodo de tiempo considerable, los bosques tropicales primarios situados en el curso superior del río Limbang han sido dañados debido a las talas que se producen en el territorio, muy cerca de la montaña Batu Lawi, que está considerada como montaña sagrada por la etnia Penan.
Varios grupos nómadas Penan y seminómadas que habitan la zona del río Limbang, en el Norte del estado de Sarawak, lanzaron un llamado conjunto a la opinión pública internacional. Las comunidades de Long Nyakit, Long Peresek, Long Adang y Long Keneng exhortan a Crédit Suisse, HSBC y Macquarie Securities, los tres bancos que han patrocinado la reciente cotización bursátil de Samling, a quitar su apoyo al gigante maderero, la empresa que se dedica a efectuar las polémicas talas.
Awing Tubai en representación de las comunidades Penan describió los problemas por los que estaban pasando las comunidades:

Samling está destruyendo lo último que queda de nuestro bosque tropical en el alto Limbang.
Awing Tubai

Necesitamos agua limpia para tomar y para pescar, y bosques intactos donde podamos recolectar nuestro alimento y otros productos del bosque.
Awing Tubai

Existe un pueblo de agua en el río Limbang que se puede llegar a través de un puente de madera o con un taxi de agua desde el centro ciudad y está caracterizado por la cantidad de laberintos y puentes de madera parecidos a Venecia. Para los amantes de la naturaleza esta zona es altamente apreciada ya que muy cerca se sitúa el parque nacional Wasai-Kandal, en donde se pueden explorar, a través de sendas migratorias, numerosas cascadas.